# Liza Dalby
Liza Crihfield Dalby (1950. április 12. –) amerikai antropológus és író. Szakterülete a japán kultúra. A diplomamunkájához Dalby Japánban végzett kutatásokat a gésák közösségéről. Azóta öt könyvet is írt, amelyből az első könyve, Gésa, a korai kutatásain alapszik. A második könyv, Kimonó, a hagyományos japán öltözködési formáról és a kimonó történelméről szól. Ezt követte egy kitalált történet, Muraszaki meséje, ami egy Heian kori nemes hölgyről szól, Muraszaki Sikiburól. 2007-ben megírta az A keleti szél megtöri a jeget című memoárját, majd két évvel később második kitalált történetét Rejtett Buddhák címmel. Utóbbi két művének egyelőre nincs magyar fordítása.
Liza Dalby elismert szakértő a japán gésák területén, 2004-ben konzultánsként segédkezett az Egy gésa emlékiratai című film elkészítésében.

## Háttér
Dalby gimnazistaként részt vett egy cserediákprogramban, amelynek keretein belül Saga városában élt egy családdal. Kintléte alatt megtanult samiszenen játszani. 1975-ben visszatért egy évre Japánba, hogy terepmunkán tanulmányozza a gésákat. A kutatás a doktori disszertációja részét képezte, ugyanakkor az alapja is lett későbbi könyvének, a Gésának. Tanulmányában több mint 100 gésával készített interjút. Ezalatt az idő alatt meghívták, hogy csatlakozzon egy gésaközösséghez Kiotóban, ahol megengedték neki, hogy az Icsigiku név alatt díszvacsorákon vehessen részt. Ez nagyrészt annak volt köszönhető, hogy folyékonyan beszélte a nyelvet és jártas volt a samiszenben. Gésaként sok barátra és összeköttetésekre lelt a közösségben.

## Művei

### Gésa
Az első könyvében Dalby a saját tapasztalatairól ír, amikor kutatást végzett Kiotó Pontocsó negyedében a gésákról. Bemutatja az életüket, világuk felépítését és történelmüket, ahol a gésák régen elsősorban a divatban voltak előtérben, nem úgy, mint manapság. A témában szerzett tudása miatt Arthur Golden segítségét kérte könyve, az Egy gésa emlékiratai megírásában, majd később a filmváltozat elkészítésénél Rob Marshall rendező is hozzá fordult.

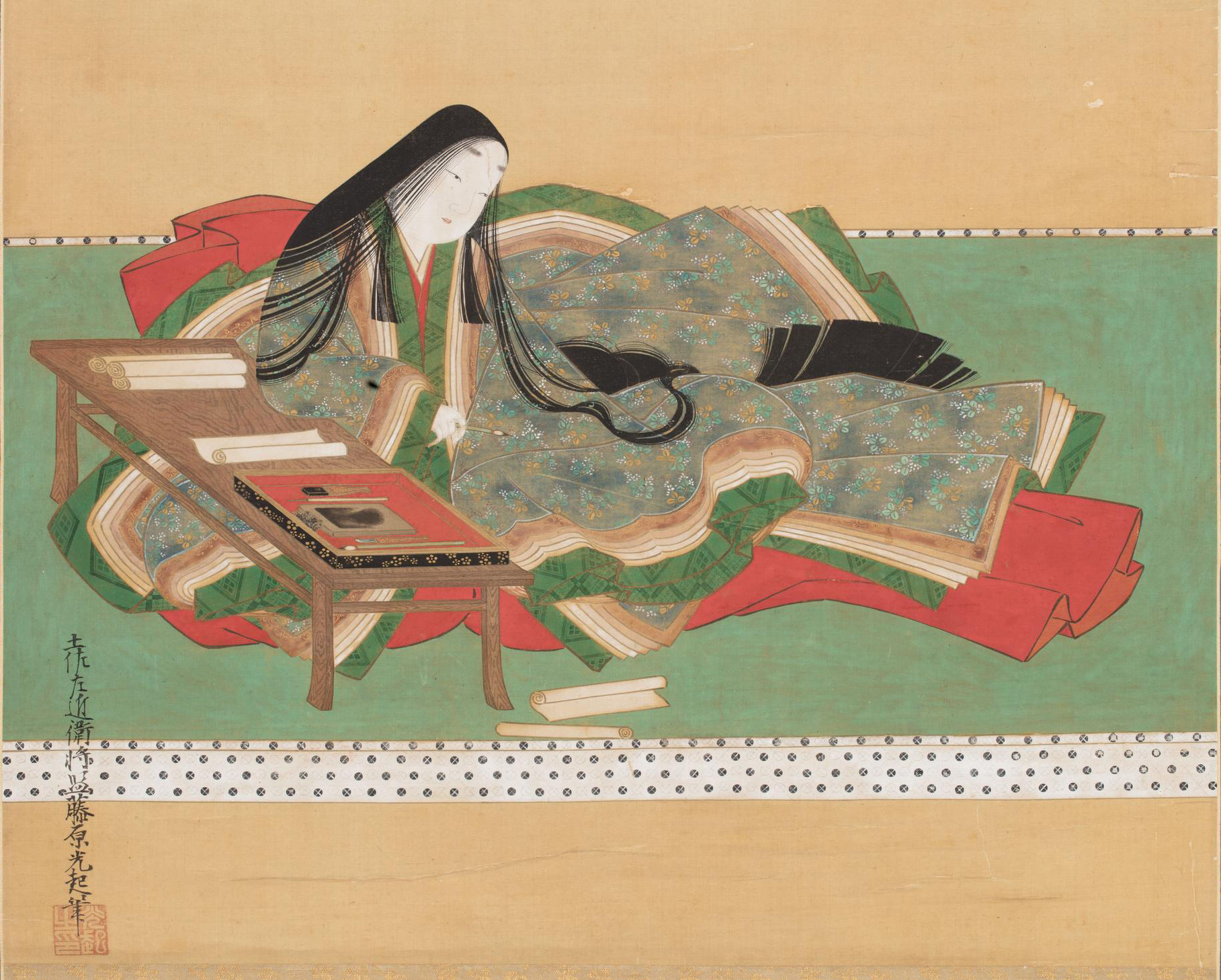
Ezen a 17. századi képen Muraszaki Sikibu látható Heian-kori 12 részes kimonóban Tosa Mitsuoki ábrázolásában

### Kimonó
A Gésa című könyvét, egy kimonókról szóló követte. Egy interjúban elmagyarázta, hogy a 11. századi japán irodalomban a női írók, mint Muraszaki Sikibu, hosszan írtak a kimonókról műveikben. Dalby antropológus szemszögből úgy hiszi, hogy a kor ruháját komolyan kell venni és a szimbolikát a ruha rétegezésében kell keresni, amelyet minden hiba nélkül az alkalomhoz, hangulathoz és évszakhoz megfelelően kellett kiválasztani.

### Muraszaki meséje

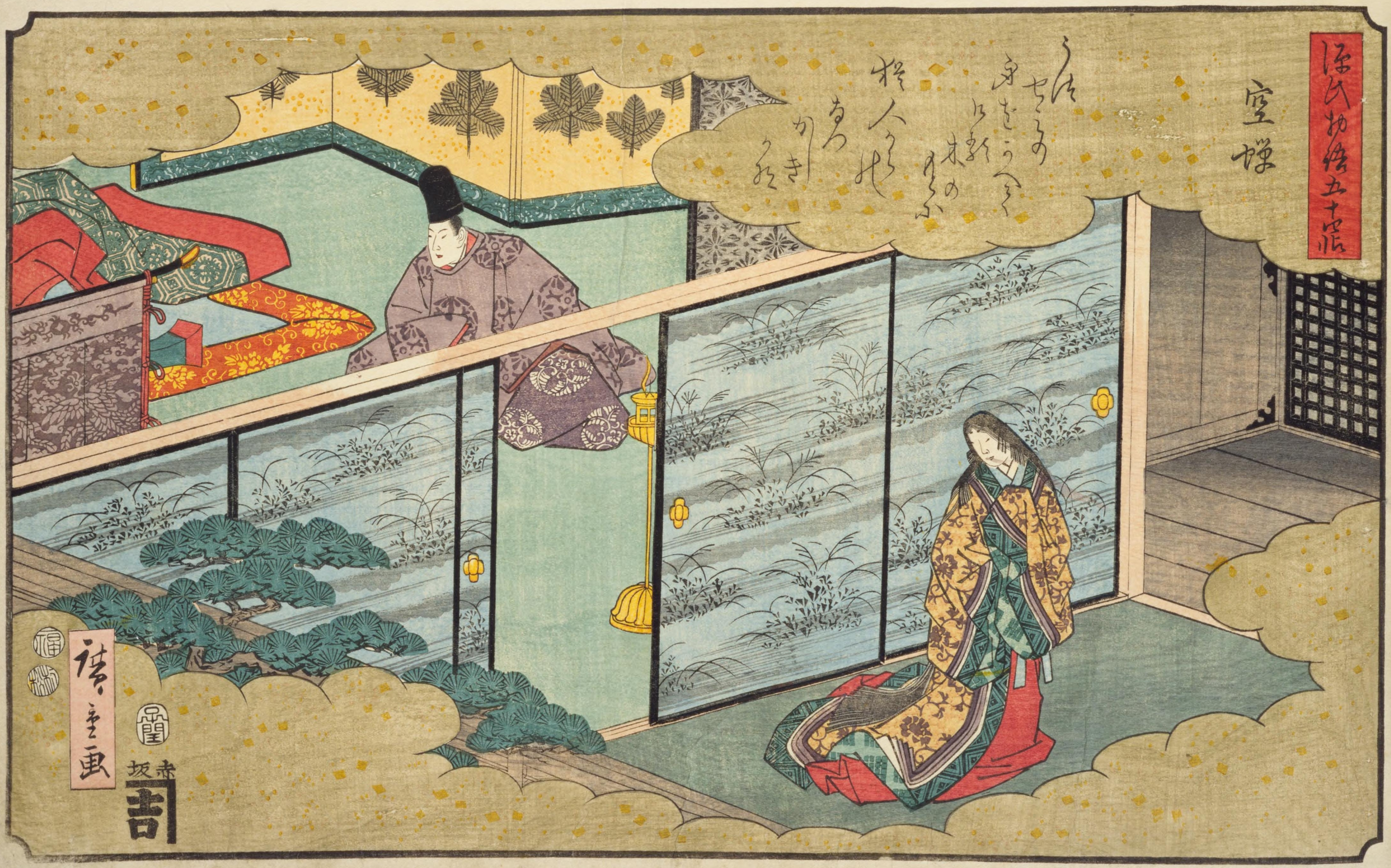
Egy 19. századi ukijo-e ábrázolás a Heian-kori udvari életről Hirosige által

Ez egy kitalált történet Muraszaki Sikiburól, egy 11. századi udvari költőnőről, akihez a Gendzsi regénye című klasszikus fűződik. Fikcionális, mert Dalby nem talált elég forrást, hogy tudományos alapokra fektethesse Muraszaki életét. A könyvben ír a korbeli szokásokról, öltözködésről, a nők szerelmi életéről. A gésa kultúra nem kezdett még kialakulni, csak 500 évvel később, de Dalby szerint Muraszakiból nem lehetett volna gésa, mert túl tartózkodó volt, míg egy gésának társaságot kedvelőnek és nyitottnak kell lennie.

### A keleti szél megtöri a jeget
2007-ben megjelent memoárja. A könyvben az ősi Kínából származó időszámítást követi, amelyben egy év 72 öt napos periódusra van osztva. Állítása szerint ez a felosztás befolyásolta saját időérzékét is és ennek megfelelően tagolta könyvét is. 72 főcím található benne és további alcímek, mint „A krizantémok színes sárgák”. A New York Times kritikája szerint Dalby kívülről szemléli magát, visszatükröződve az írásában, amelyben egy szokatlan és érdekes világot mutat be. Könyvében összeköti a Japánban, Kínában és Észak-Kaliforniában szerzett tapasztalatait és „rengeteg információval szolgál.” A Booklist a tudatfolyam nevezetű technikája miatt dicsérte, aminek segítségével olyan munkát alkotott, melyben a keleti időszámítást állítja szembe a nyugatival; melyben képes volt antropológusként gondolkodni, mégis kreatív tudott maradni; és melyben főként össze tudta hozni az életében meghatározó helyeket: Kiotót, ahol első nyugati nőként lehetett gésa és Észak-Kaliforniát, ahol jelenleg él.

### Rejtett Buddhák
Dalby második regénye, Rejtett Buddhák: Egy regény Karmáról és Káoszról. 2009-ben adták ki, ebben a művében visszatér a kitalált történetek írásához. A történet a modern-kori Japánban, Párizsban és Kaliforniában játszódik, és elkalauzolja az olvasót a hibucu (titkos Buddha szobrok) témája köré épített események világába.

## Bibliográfia
- Geisha, University of California Press, 1983 ISBN 0-520-04742-7
- Kimono: Fashioning Culture, Yale University Press, 1993 ISBN 0-300-05639-7
- The Tale of Murasaki, First Anchor Books, 2000 ISBN 0-385-49795-4
- East Wind Melts the Ice, University of California Press, 2007 ISBN 0-520-25053-2
- Hidden Buddhas, Stone Bridge Press, 2009

## Magyarul
- Muraszaki meséje; ford. Borbás Mária; Magyar Könyvklub, Bp., 2002
- A cseresznyevirágok hölgye  titokzatos gésák; ford. Gellért Marcell; Magyar Könyvklub, Bp., 2002
- Gésa; ford. Gellért Marcell; Ulpius-ház, Bp., 2006

## Külső hivatkozások
- Hivatalos weboldal